# Charleval, Bouches-du-Rhône
Charleval är en kommun i departementet Bouches-du-Rhône i regionen Provence-Alpes-Côte d'Azur i sydöstra Frankrike. Kommunen ligger  i kantonen Lambesc som ligger i arrondissementet Aix-en-Provence. År 2022 hade Charleval 2 634 invånare.

## Befolkningsutveckling
Antalet invånare i kommunen Charleval
Referens:INSEE